# Gjorge Ivanov
Gjorge Ivanov, in macedone: Ѓорге Иванов (Valandovo, 2 maggio 1960), è un politico macedone, presidente della Repubblica della Macedonia del Nord dal 2009 al 2019.

## Biografia
Gjorge Ivanov è nato a Valandovo, che si trova nella parte sudorientale della Repubblica di Macedonia. Finì le scuole primarie e secondiarie nella propria città natale. Ha vissuto a Valandovo fino all'età di 27 anni, quando si spostò nella capitale macedone Skopje, che da allora è stata la sua residenza permanente.
Fino al 1990, quando la Macedonia faceva ancora parte della Jugoslavia socialista fu un attivista della "Lega della gioventù socialista di Jugoslavia".

### Elezione a presidente della Repubblica di Macedonia
Il 25 gennaio 2009, il più forte partito del parlamento macedone, il conservatore VMRO-DPMNE, nominò Ivanov come candidato a presidente per il partito. 1 016 delegati del partito votarono per la sua candidatura alla convention del partito. Anche se è stato proposto come candidato dal VMRO-DPMNE, Ivanov non è un membro del partito.
Durante la campagna, Ivanov annunciò che se fosse stato eletto presidente, avrebbe "insistito per avere un colloquio con il presidente della Grecia" e che una delle sue priorità sarebbe stata risolvere la ormai duratura disputa sul nome con la Grecia.
Nella prima tornata elettorale delle elezioni presidenziali del 2009 343.374 (35,06%) cittadini macedoni votarono per Ivanov, mentre il secondo candidato rappresentante i socialdemocratici, Ljubomir Frčkoski, venne scelto dal 20.45% degli aventi diritto al voto.
Ivanov vinse al ballottaggio con 453.616 voti; il candidato dell'opposizione Ljubomir Frčkoski ottenne 264,828 voti.
Il giorno dopo la sua elezione, Ivanov riaffermò la sua intenzione di realizzare un incontro tra lui ed il presidente greco, Karolos Papoulias. Aggiunse che avrebbe ufficializzato il suo invito appena dopo essersi insediato. Dopo un meeting con il presidente dell'Unione Democratica per l'Integrazione, Ali Ahmeti, Ivanov annunciò che avrebbe incluso intellettuali albanesi nel suo gabinetto presidenziale.
Il 16 aprile Ivanov ricevette in una cerimonia il certificato presidenziale dalla commissione elettorale di stato.
Ivanov si insediò il 12 maggio 2009, come successore di Branko Crvenkovski. Dopo aver prestato giuramento tenne il discorso inaugurale davanti al parlamento e rese pubbliche le sue priorità - l'adesione all'Unione europea ed alla NATO, la ripresa economica, le relazioni interetniche e le buone relazioni diplomatiche con i paesi vicini, specialmente con la Grecia.
Alla cerimonia di insediamento presenziarono Branko Crvenkovski, il primo ministro Nikola Gruevski, il primo presidente della Repubblica di Macedonia indipendente Kiro Gligorov, gli ufficiali militari, i leader delle comunità religiose e gli ambasciatori stranieri nel paese.
Inoltre presenziarono quattro capi di stato esteri - il presidente della Croazia Stjepan Mesić, il presidente della Serbia Boris Tadić, il presidente del Montenegro Filip Vujanović ed il Presidente dell'Albania Bamir Topi. In seguito nello stesso giorno Ivanov tenne dei colloqui bilaterali con i quattro presidenti.
Divenuto presidente del suo paese, Ivanov mandò una lettera al presidente degli Stati Uniti d'America Barack Obama nella quale sottolineava lo scopo della Repubblica di Macedonia di entrare a far parte della NATO e dell'Unione europea e di riuscire a trovare una "soluzione accettabile da entrambi i fronti" per la questione del nome con la vicina Grecia. Inoltre ringraziò Obama per le sue parole di sostegno al summit della NATO del 2009 a Strasburgo.
Il giorno dopo l'insediamento Ivanov andò a Bruxelles insieme al primo ministro Gruevski per incontrarsi con gli ufficiali dell'Unione Europea e della NATO.
Nel giugno 2018 ha posto il veto alla legge di ratifica del trattato internazionale, concluso dal governo macedone del primo ministro Zoran Zaev con il governo della Repubblica Ellenica del primo ministro Alexīs Tsipras, approvata a maggioranza dal Parlamento macedone. Se entrata in vigore la legge avrebbe permesso all'accordo internazionale di risolvere la disputa sul nome del Paese, che sarebbe divenuto Repubblica della Macedonia del Nord, sorta con la dissoluzione della Repubblica Socialista Federale di Jugoslavia e l'indipendenza della ex Repubblica Socialista di Macedonia nel 1991.

### Vita privata
Ivanov è sposato con Maja Ivanova. Insieme hanno un figlio chiamato Ivan.

## Opere
- Цивилно општество (Società civile)
- Демократијата во поделените општества: македонскиот модел (Democrazia nelle società divise: il modello macedone)
- Современи политички теории (Teorie politiche contemporanee)
- Политички теории - Антика (Teorie politiche - Antichità)[1]